# Rita Henke
Rita Birgit Henke (* 24. Oktober 1952 in Bitterfeld) ist eine deutsche Politikerin (CDU). Sie war von 1990 bis 2009 Mitglied des Sächsischen Landtags.

## Leben
Nach Abschluss der 10. Klasse an der Polytechnischen Oberschule in Bad Düben besuchte Rita Henke die Berufsschule des VEB Chemiekombinates Bitterfeld (CKB). Danach absolvierte sie ein Ingenieurstudium der Chemie in Magdeburg sowie ein pädagogisches Zusatzstudium in Dessau. Von 1974 bis 1984 war Henke im CK Bitterfeld beschäftigt. Danach arbeitete sie als Berufsschullehrerin. Von 1987 bis 1990 war Henke als Fachschullehrerin am Institut für Heimerziehung (IfH) Hohenprießnitz tätig.
Frau Henke ist evangelisch, verheiratet und hat drei Kinder.

## Politik
Henke trat 1982 der DDR-Blockpartei CDU bei, die nach der Wende 1990 mit der CDU fusionierte. Sie war stellvertretende Ortsgruppenvorsitzende sowie Kreistagsabgeordnete. Im Oktober 1990 wurde Henke über den Wahlkreis 2 (Eilenburg) mit 45 % der Stimmen in den Sächsischen Landtag gewählt, dem sie insgesamt bis 2009 und damit vier Wahlperioden angehörte. Dabei vertrat sie zuletzt den Wahlkreis Delitzsch. Im Landtag war Henke in allen vier Wahlperioden im Ausschuss für Schule, Jugend und Sport (seit der 3. WP Ausschuss für Schule und Sport), dessen Vorsitzende sie in der 2. und 3. Wahlperiode war, in der 1. Wahlperiode im Sonderausschuss zur Untersuchung von Amts- und Machtmissbrauch infolge der SED Herrschaft, in der 3. Wahlperiode im Innenausschuss sowie in der 4. Wahlperiode im Untersuchungsausschuss der 4. Wahlperiode. Bei der Landtagswahl 2009 trat sie nicht mehr als Kandidatin an und schied somit im September 2009 aus dem Landtag aus.
Zwischen 1990 und 2005 war sie Kreistagsabgeordnete und Fraktionsvorsitzende. Von 1997 bis 2005 war Rita Henke Mitglied des CDU-Landesvorstandes und von 1992 bis 2008 stellvertretende Kreisvorsitzende der CDU Delitzsch. Seit 1993 ist sie CDU-Stadtverbandsvorsitzende in Bad Düben. Rita Henke ist stellvertretende Vorsitzende der CDU-Fraktion.

## Weblink
- Rita Henke, CDU. Sächsischer Landtag, archiviert vom Original am 2. Mai 2009.

| Personendaten    | Personendaten                           |
| ---------------- | --------------------------------------- |
| NAME             | Henke, Rita                             |
| ALTERNATIVNAMEN  | Henke, Rita Birgit (vollständiger Name) |
| KURZBESCHREIBUNG | deutsche Politikerin (CDU); MdL         |
| GEBURTSDATUM     | 24. Oktober 1952                        |
| GEBURTSORT       | Bitterfeld                              |